# 董倫
董 倫（とう りん、生年不詳 - 1402年）は、元末明初の儒学者・官僚。字は安常、号は貝州先生。本貫は恩州。

## 生涯
はじめ宛平県の山林の中に住居を構え、世を憂う学者の多くがかれに従った。恩州の旧称貝州の号で呼ばれた。元末に辟召されたが、世に出なかった。明初に張以寧の推薦により、賛善大夫に任じられた。懿文太子朱標に近侍して、懇切丁寧に儒学を解説した。洪武帝に賞賛され、左春坊大学士に進んだ。1392年（洪武25年）、太子が死去すると、董倫は河南左参議として出向した。諸葛伯衡を推挙して陝西参議に抜擢させた。また儒学訓導に冠帯を与えて、士子と区別するよう言上した。これにより儒学訓導が始めて官職とされた。1397年（洪武30年）、董倫は事件に連座して雲南教官に左遷された。雲南に初めて学校が設置され、董倫は教学につとめた。
1399年（建文元年）、董倫は南京に召還されて礼部侍郎に任じられ、翰林院学士を兼ねた。王景とともに『太祖実録』編纂の総裁官をつとめた。また方孝孺とともに建文帝に近侍して経学を講義した。解縉が河州衛に流されたが、董倫の進言により召還された。董倫は実直温厚で、宗室諸王と協力しあうよう建文帝に勧めたが、聞き入れられなかった。1402年（建文4年）、永楽帝が即位したとき、董倫は80歳を超えており、まもなく致仕した。南京を出て鬱々として病にかかり、数日して死去した。